# آزلوپرازول
آزلوپرازول (همچنین به عنوان Z-215 یا E3710 شناخته می‌شود) دارویی است که برای شرایط پزشکی مرتبط با اسید معده در حال بررسی است و به سرکوب تولید اسید معده پاسخ می‌دهد. این دارو در گروه مهارکننده‌های پمپ پروتون در نظر گرفته می‌شود.

## مصارف پزشکی
آزلوپرازول یک داروی سرکوب کننده اسید است که برای درمان بیماری ریفلاکس معده به مری (GERD) مورد مطالعه قرار گرفته‌است.

## فارماکولوژی

### مکانیسم عمل
آزلوپرازول، مانند سایر داروهای کلاس مهارکننده پمپ پروتون، با مهار پمپ اسید هیدروژن پتاسیم آدنوزین‌تری‌فسفاتاز (H+/K+ ATPase) عمل می‌کند. اصطلاح «مهار کننده پمپ پروتون» از این حقیقت ناشی می‌شود که هیدروژن در محیط اسیدی، به عنوان یک پروتون منفرد شناخته می‌شود. پمپ‌های H+/K+ ATPase که در سلول‌های جداری معده یافت می‌شوند، در نهایت مسئول ترشح اسید در لومن معده هستند. با مهار ترشح اسید، مهارکننده‌های پمپ پروتون در درمان «بیماری‌های مرتبط با اسید» (به عنوان مثال بیماری ریفلاکس معده به مری) مفید در نظر گرفته می‌شوند.

## شیمی
آزلوپرازول در DMSO محلول است.

## پژوهش‌ها
آزلوپرازول آزمایشات بالینی فاز دوم را برای التهاب مری در ژاپن در سال ۲۰۱۷ و فاز دوم آزمایشات بالینی را برای GERD در ایالات متحده در سال ۲۰۱۶ تکمیل کرد.